# Inquisitor aesopus
Inquisitor aesopus é uma espécie de gastrópode do gênero Inquisitor, pertencente a família Pseudomelatomidae.